# James Edwin Hawley
James Edwin Hawley, genannt Ed Hawley, (* 27. September 1897 in Kingston, Ontario; † 20. April 1965 in Tucson, Arizona) war ein kanadischer Geologe und Mineraloge und Professor an der Queen’s University (Kingston).

## Leben
Hawley wuchs in Kingston auf und studierte an der Queen’s University in Kingston mit dem Bachelor-Abschluss 1918 und dem Master-Abschluss 1920. Danach war er als Erdölgeologe in Alberta, Ecuador, Burma und Indien. 1926 wurde er an der University of Wisconsin–Madison promoviert und war danach dort Assistant Professor, bevor er 1929 Professor für Mineralogie an der Queen’s University in Kingston wurde. Nach Gründung der Fakultät für Geowissenschaften wurde er 1950 dessen Leiter. 1962 wurde er emeritiert.
Er befasste sich vor allem mit der Entstehung von Erzlagerstätten und deren Mineralogie, speziell in Kanada. Zum Beispiel verfasste er 1962 eine große Studie über die Nickelerzvorkommen in Sudbury. Er befasste sich auch mit präkambrischer Stratigraphie und frühem Leben im Archaikum. Frühe Arbeiten von ihm befassen sich mit Entstehung von Erdöl im Gestein durch den Druck von Scherkräften. Da er ein führender beratender Geologe in Kanada war, blieb viel von seiner Arbeit vertraulich, er veröffentlichte aber rund 60 Aufsätze.
Das Mineral Hawleyit wurde nach ihm benannt.
Er erhielt die Willet G. Miller Medal und die Logan Medal. Nach ihm ist die Hawley Medal der Mineralogical Association of Canada benannt (für die beste Veröffentlichung im Canadian Mineralogist des jeweils vergangenen Jahres).
1949 initiierte er die Gründung des National Advisory Committee on Research in Geological Sciences in Kanada.